# Austrocylindropuntia lagopus
Austrocylindropuntia lagopus är en kaktusväxtart som först beskrevs av Karl Moritz Schumann, och fick sitt nu gällande namn av I. Crook, J. Arnold och M. Lowry. Austrocylindropuntia lagopus ingår i släktet Austrocylindropuntia och familjen kaktusväxter. Inga underarter finns listade i Catalogue of Life.

## Bildgalleri

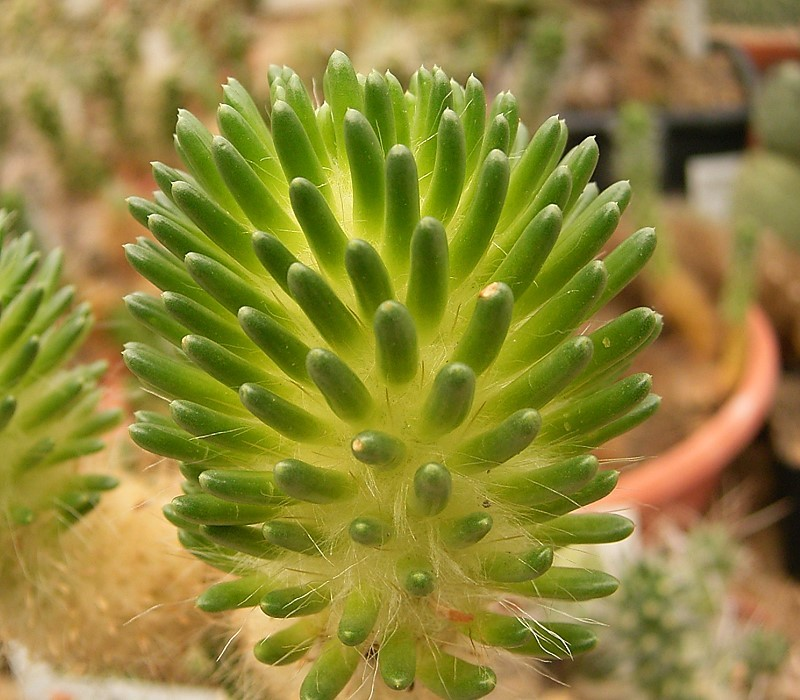